# Стіна (село)

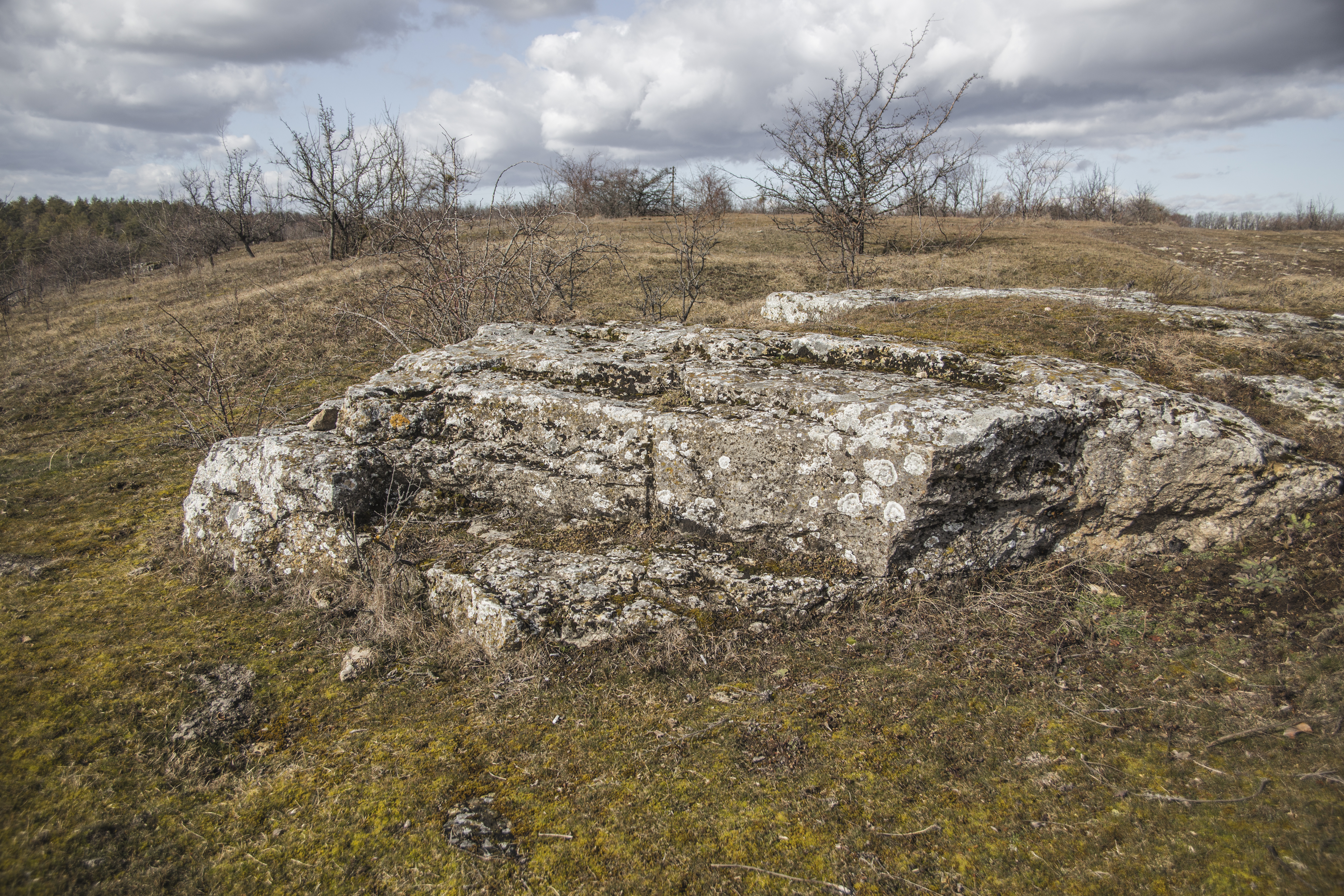
Залишки штучного обробленого каміння біля старого в'їзду у містечко, які краєзнавці поч. ХХ ст. сприймали за залишки укріплень

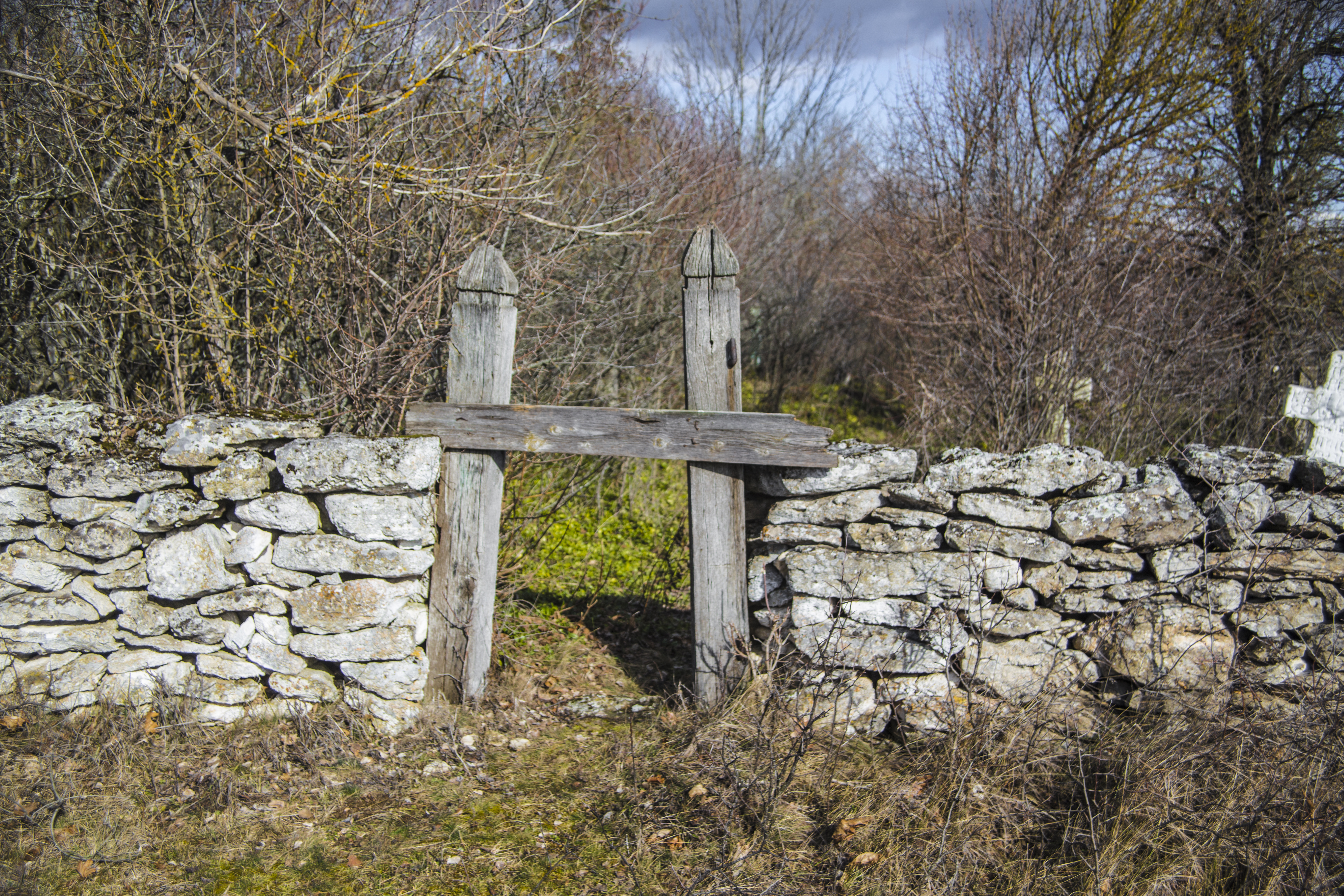
Заколочена хвіртка другого, вже теж закритого цвинтаря у с. Стіна, XIX-поч. ХХ ст.

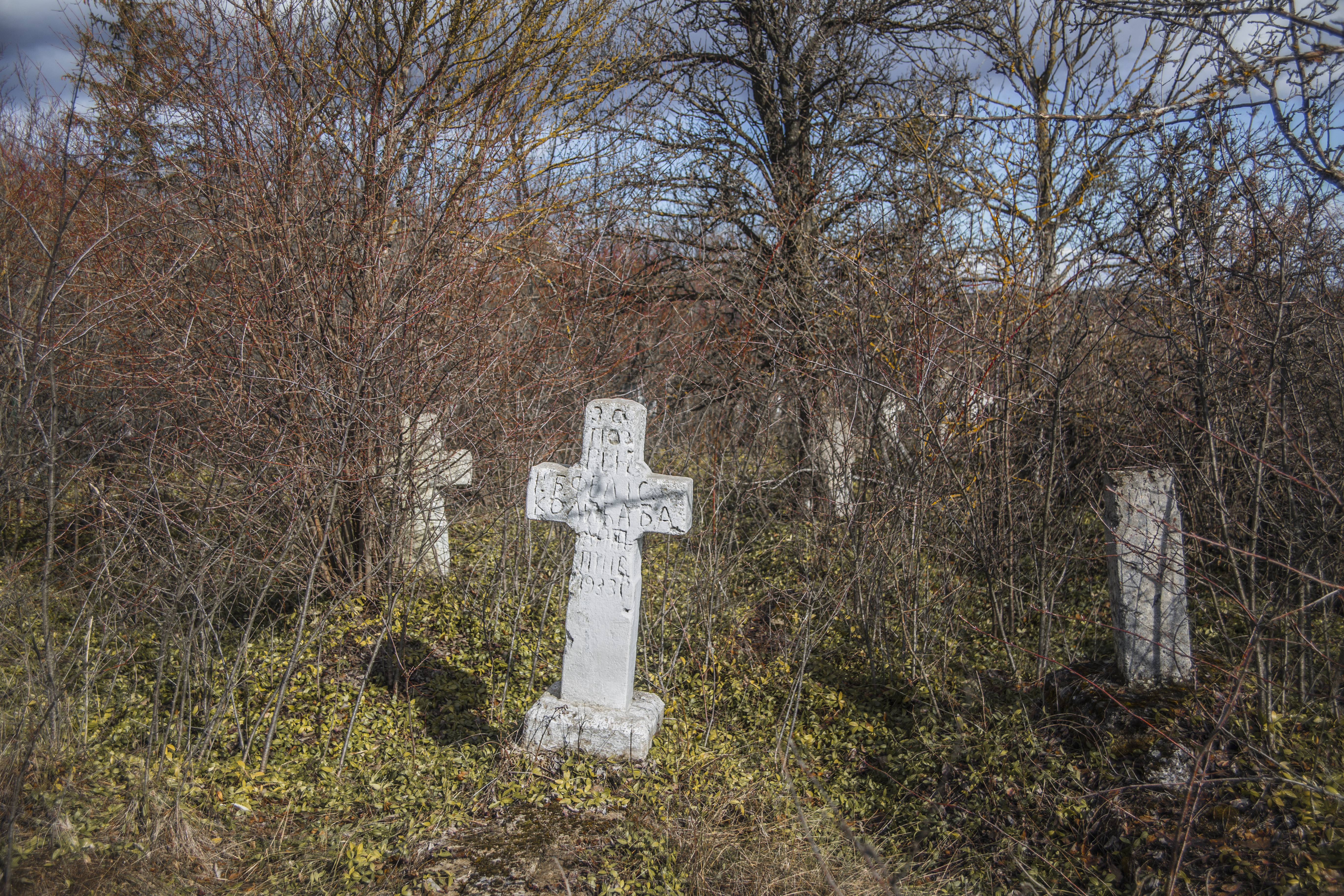
Поховання на другому історичному цвинтарі у с. Стіна

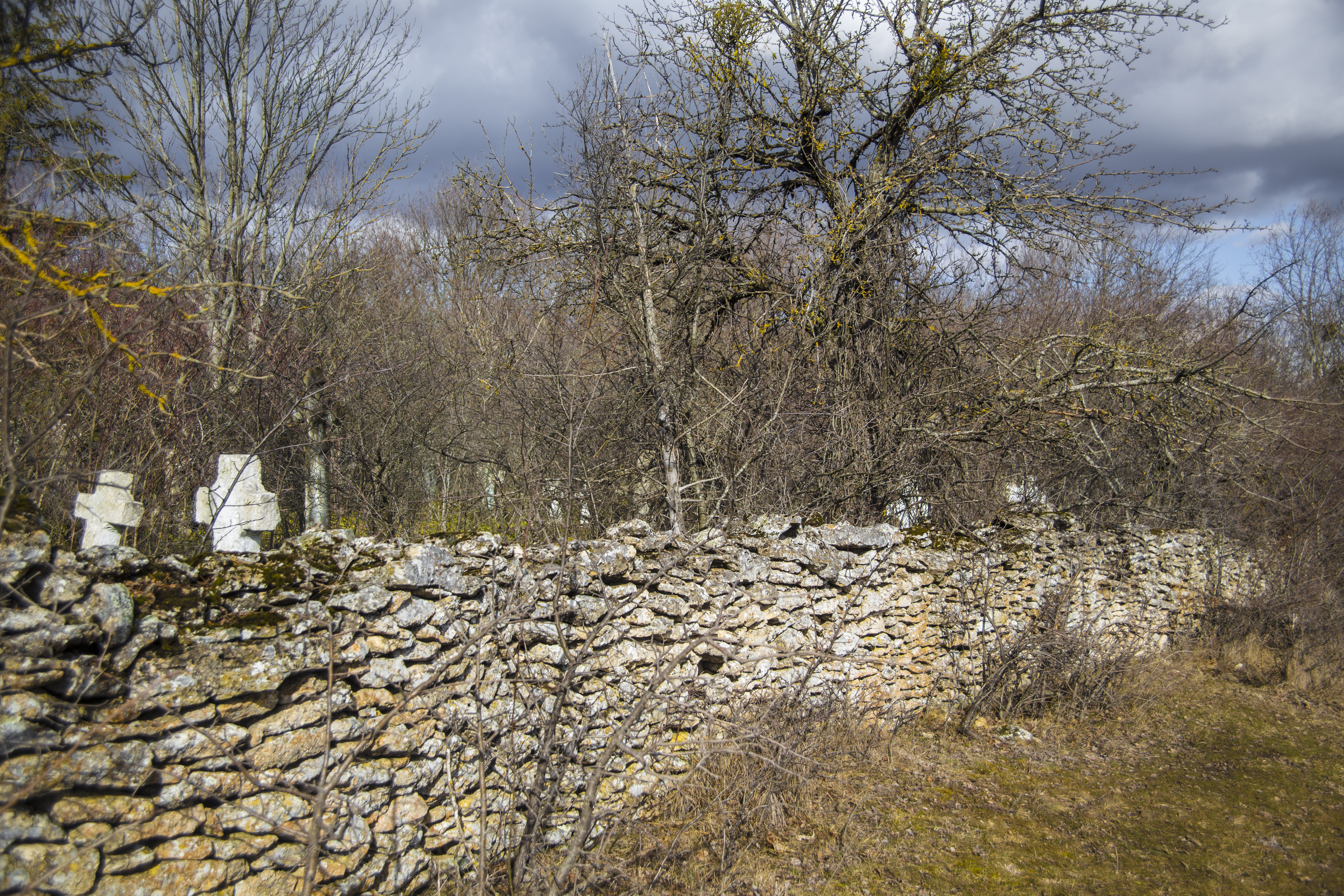
Мур другого історичного цвинтаря у с. Стіна

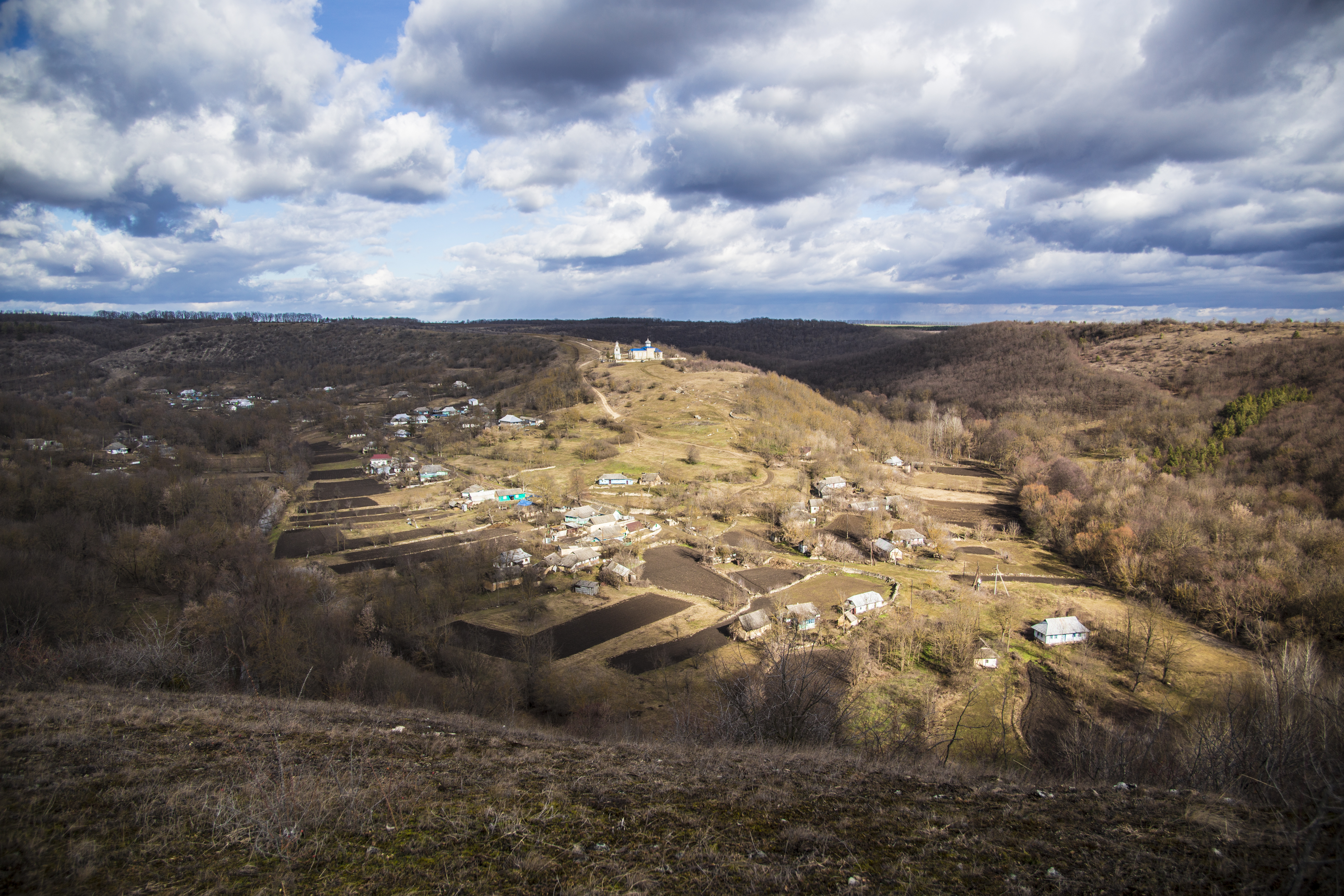
Вигляд на історичний центр (Замкову гору) с. Стіна

Стіна(кол. Янгород, або Чорне) — село в Україні, у Томашпільській селищній громаді Тульчинського району Вінницької області.

## Географія
Село має горбисту місцевість. Гора Солонці (найвища), Біла гора, Шпиль, Замкова гора, гора Болячка, Колька (найменша). За опитуванням місцевих мешканців та карті лісних господарств довкола Стіни 1891 р. вдалося ідентифікувати деякі історичні топоніми (див. галерею). Село частково розміщено у низині, в долині річки Русави, на обох її берегах, частково заходячи на круті косогори, частково - на Замковій горі. На останній колись розміщувалось історичне середмістя містечка.

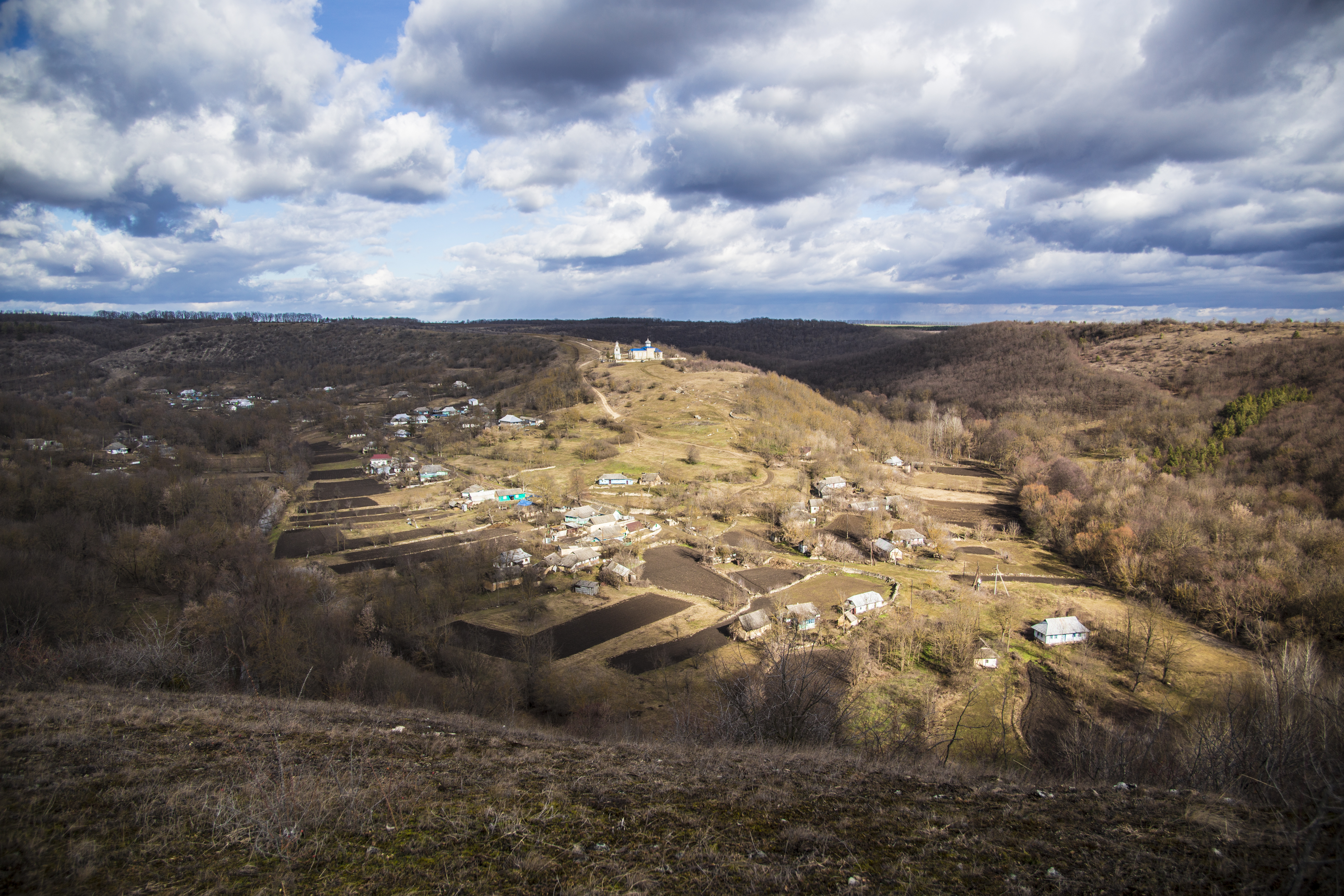
Замкова гора (на фото освічена Сонцем), на якій розташовувалось давніше місто Стіна
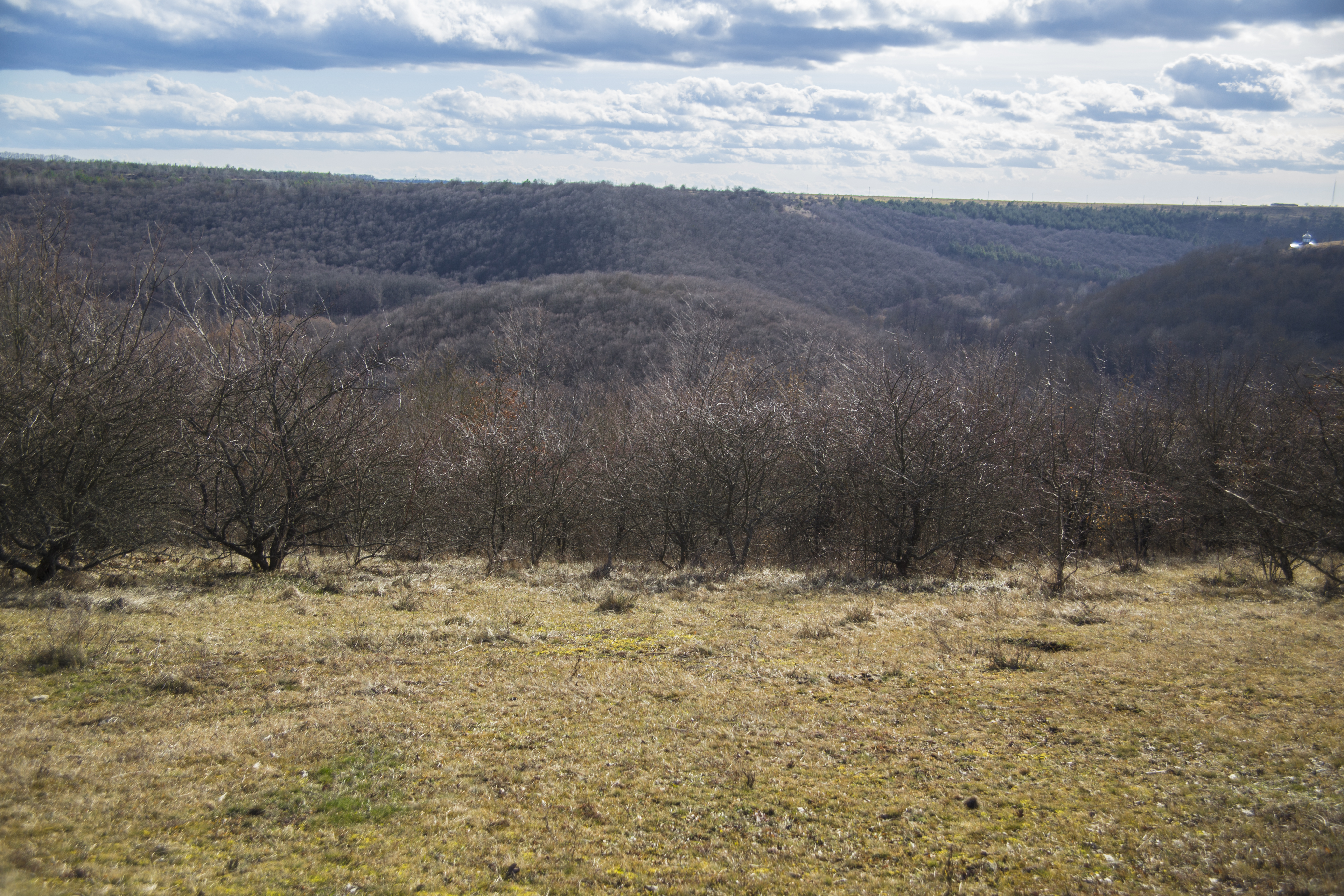
Вигляд гори "Шпиль" на протилежному від села берега р. Русави
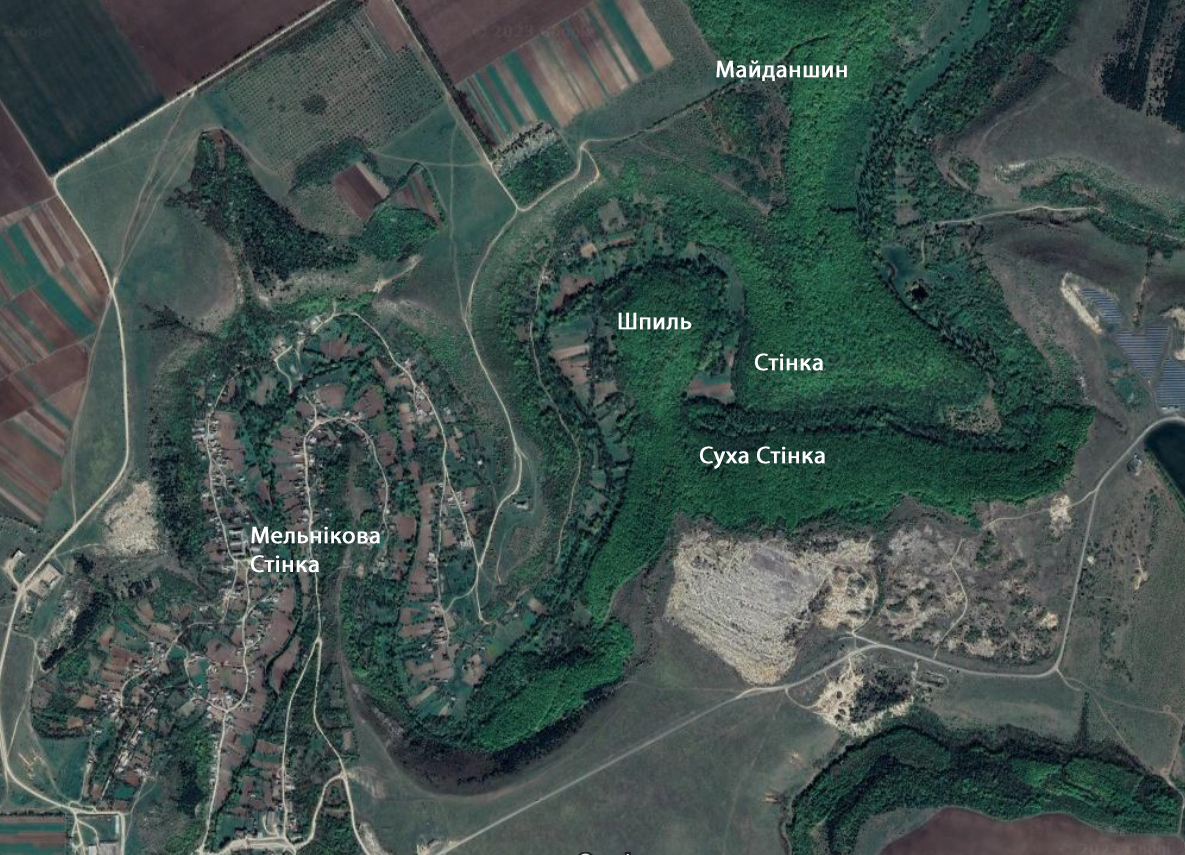
Топоніми Стіни за історичною картографією

## Населення

### Мова
Розподіл населення за рідною мовою за даними перепису 2001 року:
| Мова       | Кількість | Відсоток |
| ---------- | --------- | -------- |
| українська | 1010      | 97.77%   |
| російська  | 15        | 1.46%    |
| румунська  | 8         | 0.77%    |
| Усього     | 625       | 100%     |

## Історія населеного пункту, пам'ятки та об'єкти культурної спадщини
- На території села проводились розкопки Трипільської культури і було виявлено три Трипільські поселення;
- У 1586 році Стіна належала Янушу Васильовичу Острозькому;
- За всю свою історію село мало кілька найменувань: Янгород, Чорне і Стіна;
- На початку XVII ст. Стіна перейшла до роду Замойських і за однією із версій була перейменована на Янгород на честь Яна Замойського. Син Яна Томаш Замойський займався розвитком укріплень містечка;
- У 1650-х рр. тут була фортеця. Фортеця містила замок тригранчастого вигляду;
- Близько 1734 року Чалий Сава зі своїм загоном брав участь у повстанні гайдамаків на боці сотника (або полковника) Верлана (в Умані склав присягу на вірність Росії в особі полковника Полановского, який був висланий на Поділля для підтримки кандидатури на трон Речі Посполитої Августа ІІІ). На чолі сотні взяв місто Стіну (пол. Ścianę), також Шаргород, в яких забрав майно власників, шляхтичів.[3]

7 (20) листопада 1917 року, відповідно до Третього Універсалу Української Центральної Ради, увійшло до складу Української Народної Республіки.
Під час Голодомору 1932-33 років загинуло 200 мешканців села. Напочатку травня 2019 року було відкрито пам'ятник жертвам Голодомору та політичних репресій 
За інвентарем села 1845 р., яке належало тоді Людвику з роду Собанських, у Стіні було 660 чоловіків та 658 жінок.
12 червня 2020 року, відповідно до Розпорядження Кабінету Міністрів України від  № 707-р «Про визначення адміністративних центрів та затвердження територій територіальних громад Вінницької області», увійшло до складу Томашпільської селищної громади.
19 липня 2020 року, в результаті адміністративно-територіальної реформи та ліквідації  Томашпільського району, увійшло до складу новоутвореного Тульчинського району.
Церква св. Миколая. Легенда говорить, що коли копали рови під фундамент, на замовлення Стефана Нечая, знайшовся образ св. Миколая і на тому місці було збудовано церкву. Через сто років була добудувана церква і збудована дзвіниця. У 1654 році церква вже діяла в селі. Образ знаходився в церкві до 1901 року.

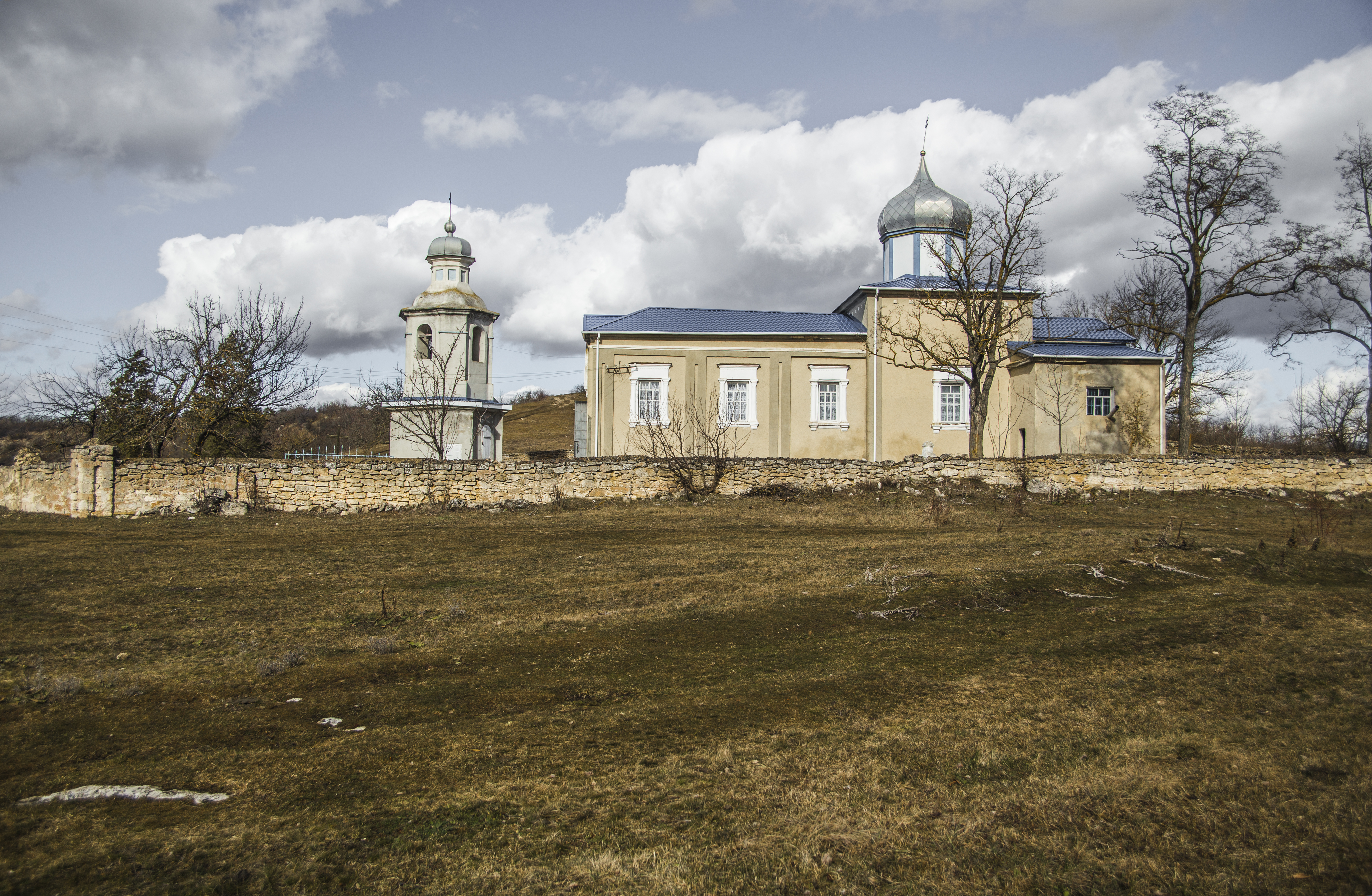
Церква св. Миколая, XIX ст
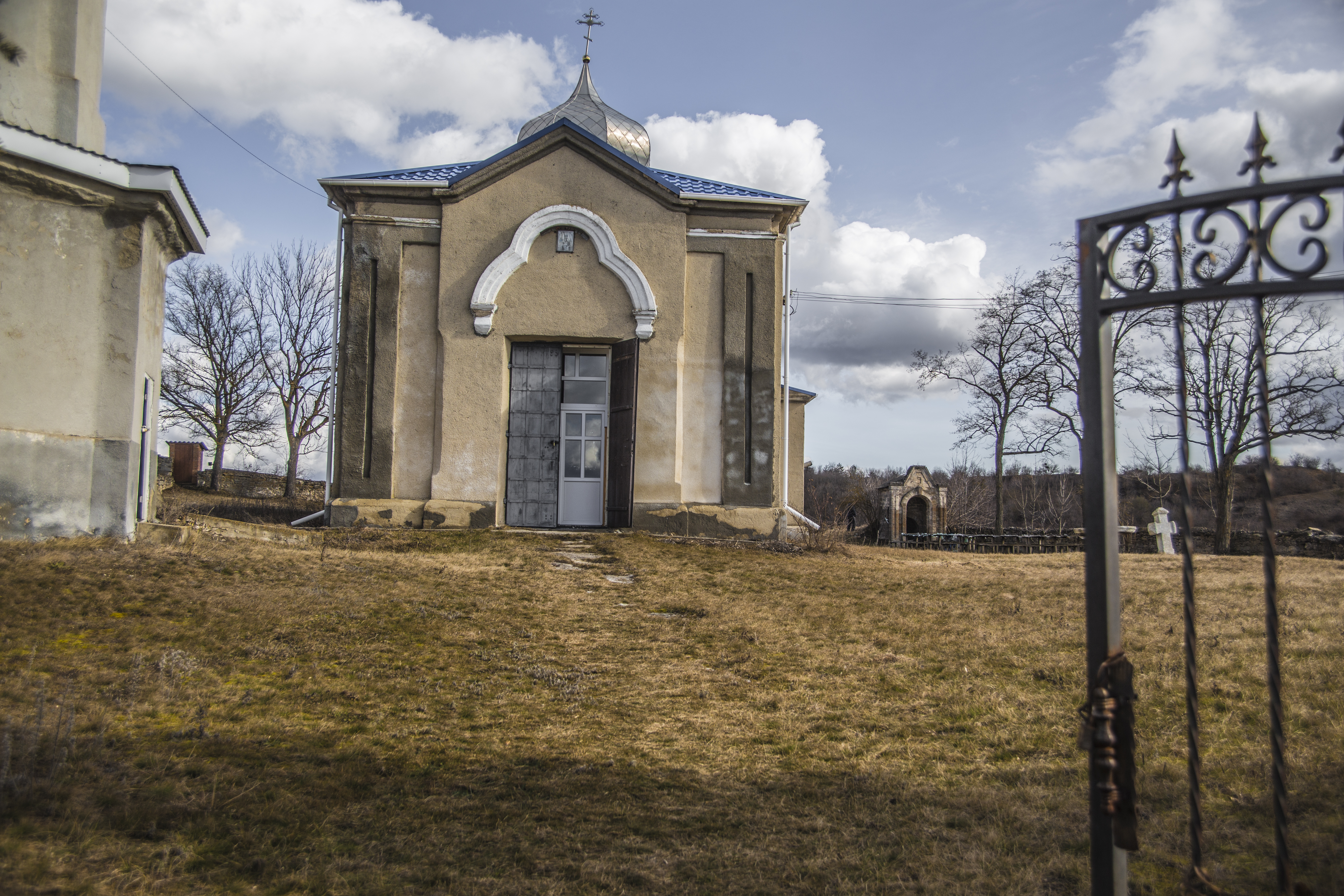
Західний фасад церкви св. Миколая, XIX ст. з неоготичним обрамленням
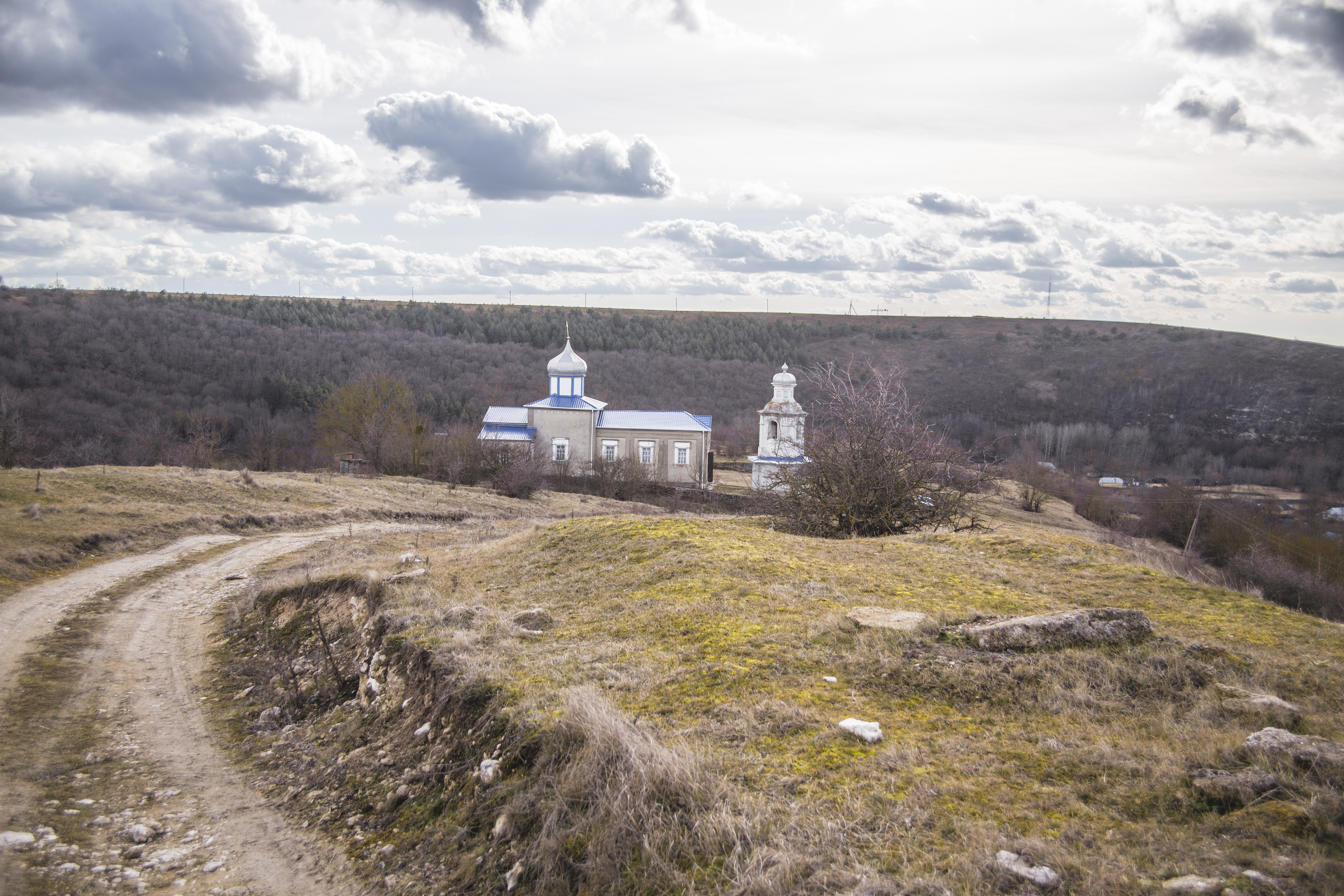
Церква св. Миколая, вигляд зі сторони старого в'їзду у місто
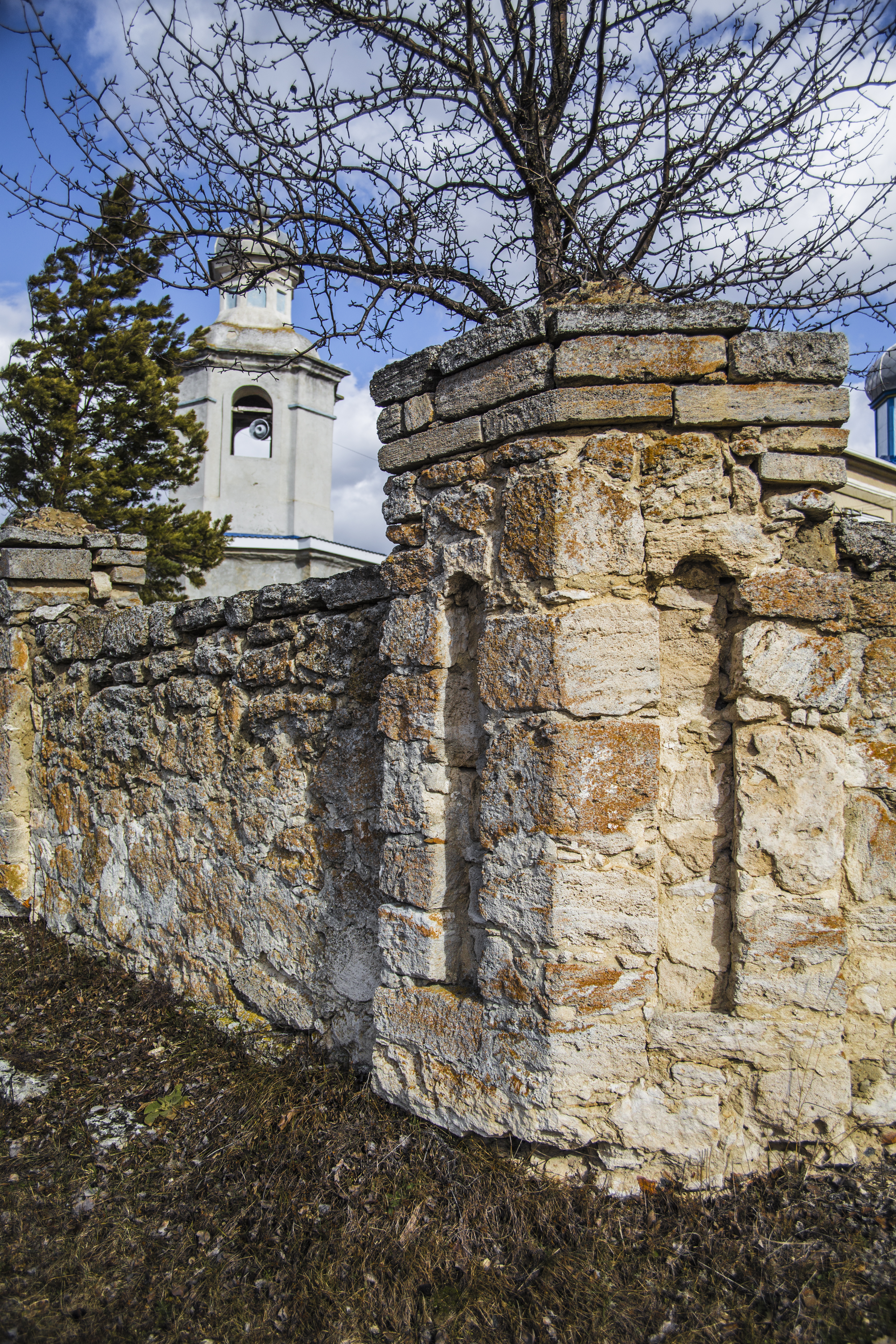
Церковна огорожа поч. XIX ст

Замчище
Неподалік від кладовища та урочища "Сонна поляна", на мисі, до якого веде дорога з Замкової гори, розташовані залишки валово-ровової фортифікації, неподалік від початку лісу, з розривом посередині. Вал перерізає перешийок мису у найкоротшій частині. На історичному плані 1860-х рр ця місцина підписана як "Замчисько". За переказом Вердума, замок мав тригранчастий вигляд та розташовувався на кінці гори.
"Козацький" цвинтар

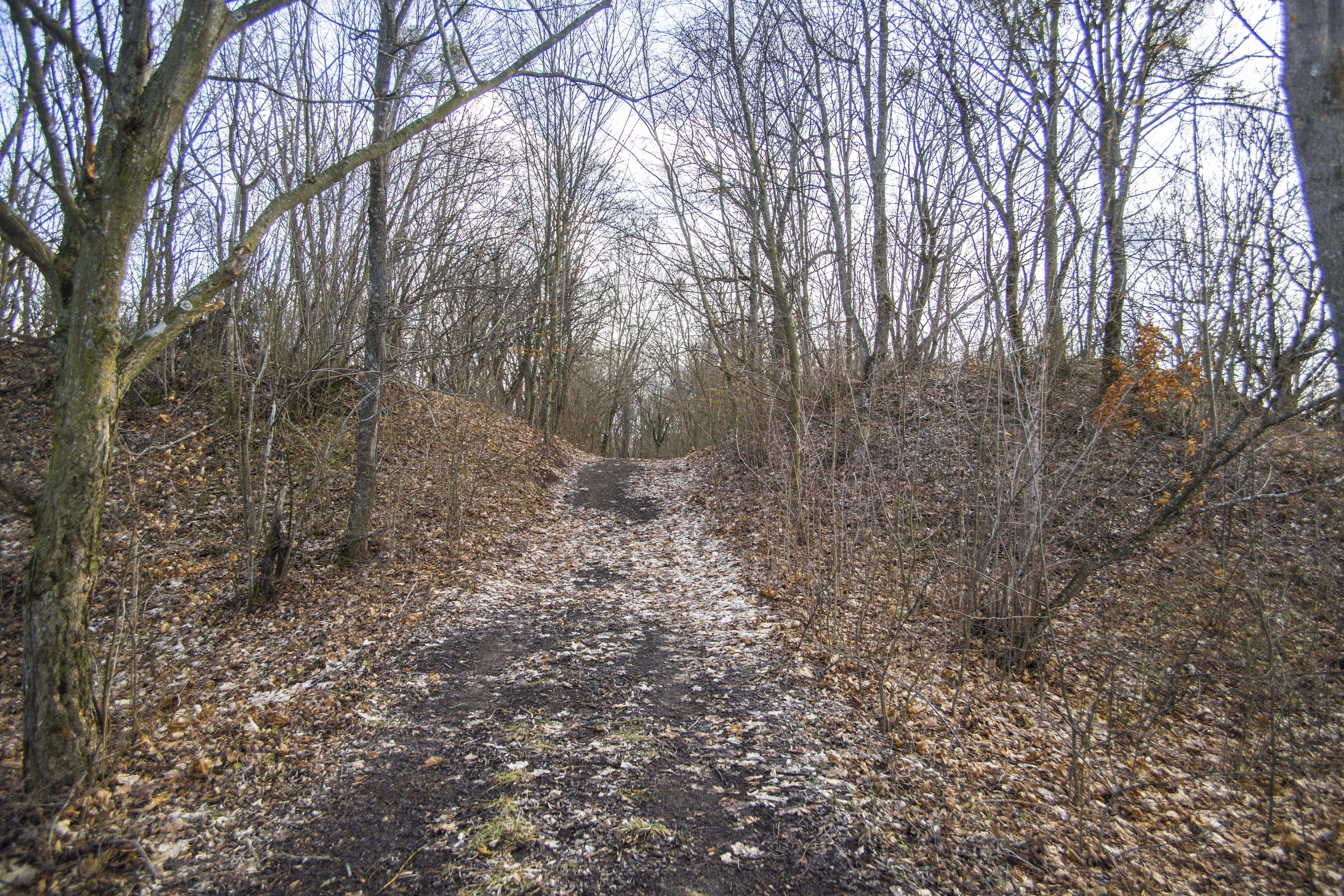
Вигляд валів з напільної сторони, які перерізають перешийок замкової гори

Цвинтар біля церкви св. Миколая у народі називають "козацьким", (по аналогії з "козацьким" цвинтарем у Буші та інших подільськихмістечках) хоча вигляд існуючих кам'яних надгробків а також епіграфіка свідчать про датування могил XIX ст. Імовірно, цей шар захоронень знаходиться над більш старішими шарами захоронень. Найпоширеніший тип хрестів - латинський, з колом у середхресті, хоча зустрічаються також і мальтійські (козацькі) та грецькі хрести.

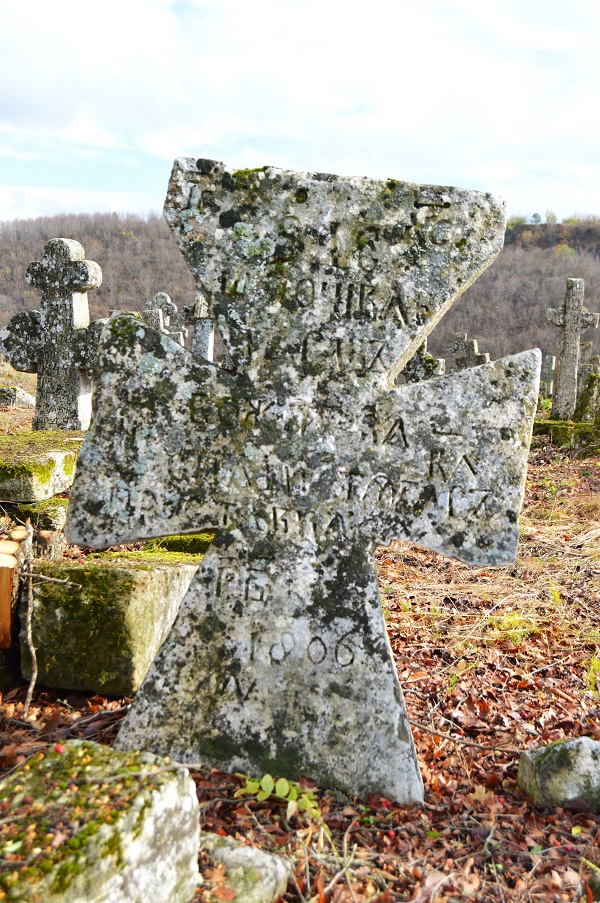
Козацький хрест на території кладовища
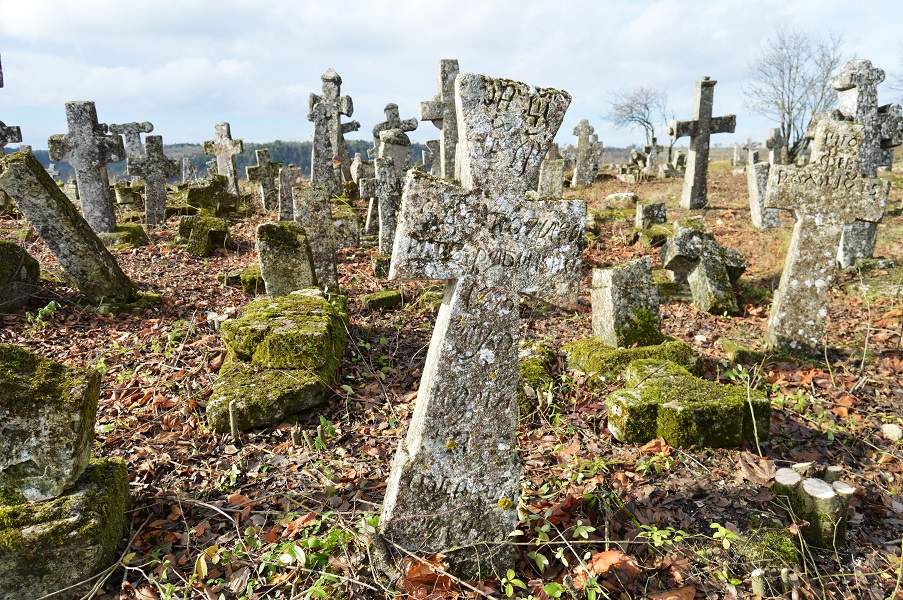
На території кладовища знаходяться хрести декількох форм
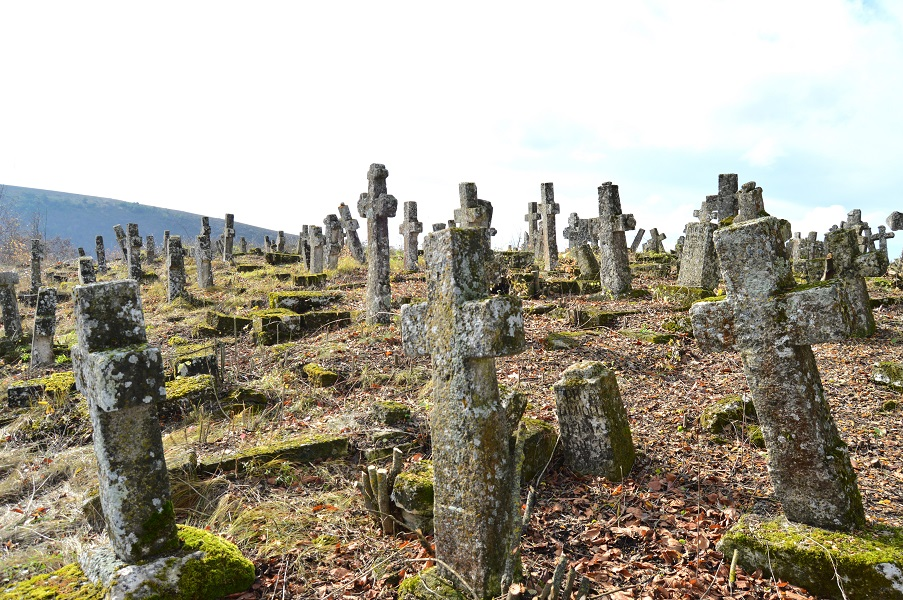
Стан кладовища після розчищення заростів восени 2023 року
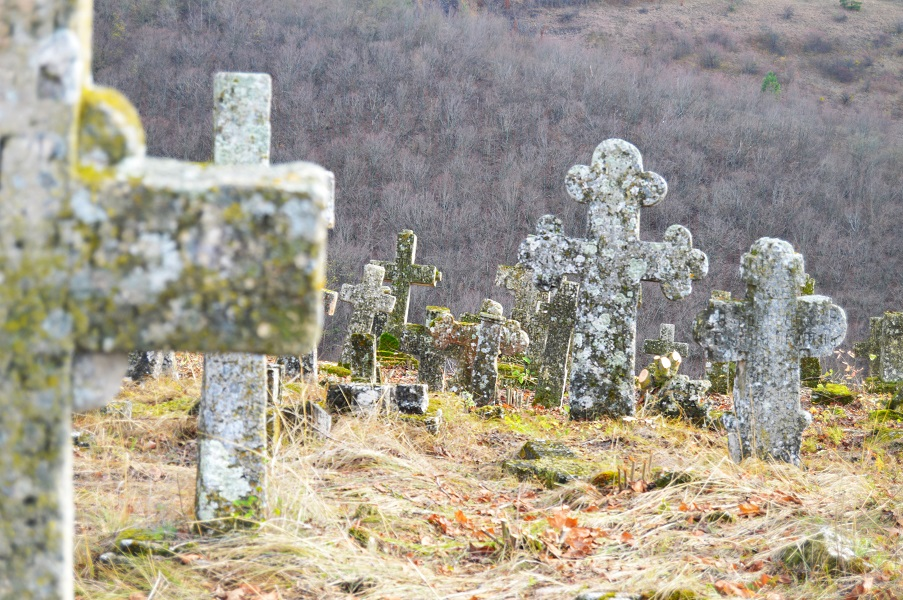
"Козацьке" кладовище у Стіні
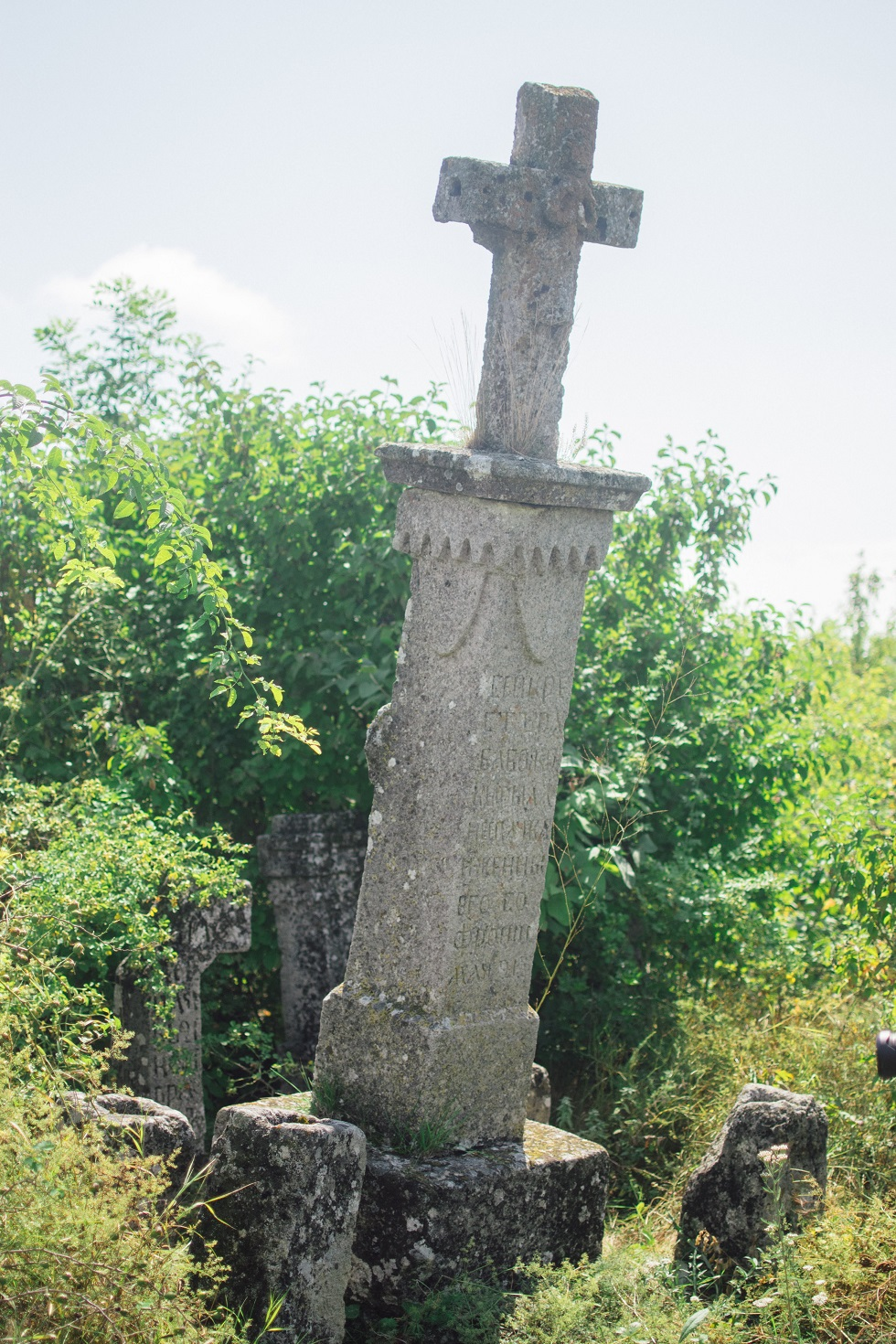
Імовірно, могила священнослужителя

## Печери
Біля міста знаходилися печери з давніми написами на стінах. А також печери, які вели до сусідніх сіл.
Вхід до печер був відкритий ще у ХХ ст. Печера була розташована біля урочища "Стінка" і називалась Яланецькою.

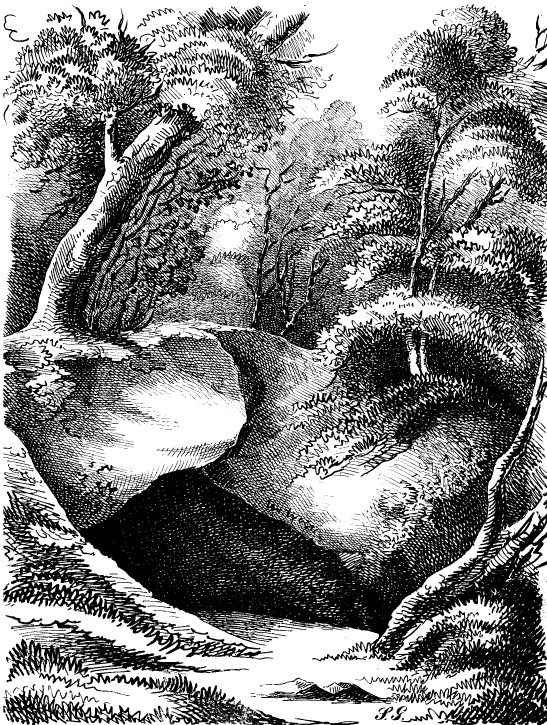
Яланецька печера у с. Стіна на малюнку XIX ст.

## Центр вишивання
Стіна є відомим центром вишивання на східному Поділлі. Чорний та червоний колір посідали особливе місце у стінянській вишивці.

## Економіка
Соціальне підприємство Vereta переробляє вживані речі в екокилимки, чохли та сумки, які користуються великим попитом. Вторговані кошти йдуть на оплату майстриням, підтримку місцевого хору, промоцію села та розвиток самою організації, щоб стимулювати місцевих жителів до співпраці, а також заохочувати молодь до пізнання старовинного ремесла.
Також у селі діє "Еко-Центр Стіна", що заснований громадськими організаціями із Вінниці як місце співпраці із місцевою громадою для реалізації різноманітних проєктів у сфері неформальної освіти, культури, молодіжної роботи. З 2017 року "Еко-Центр Стіна" залучив багато місцевої молоді до проєктів неформальної освіти як у селі, так і за кордоном. З 2022 року "Еко-Центр Стіна" розпочав активно займатись зеленим/сільським туризмом.

## Заказник, легенда
На околиці села є заказник місцевого значення «Сонна поляна», де щороку розцвітає реліктова рослина сон-трава. Як стверджує легенда, кілька століть тому на Сонній поляні жило мирне населення. На них напали турки й живими залишилося декілька десятків чоловік. Ту місцевість довгий час називали Посічі, а люди, які залишилися живими, перейшли жити ближче до церкви й річки.

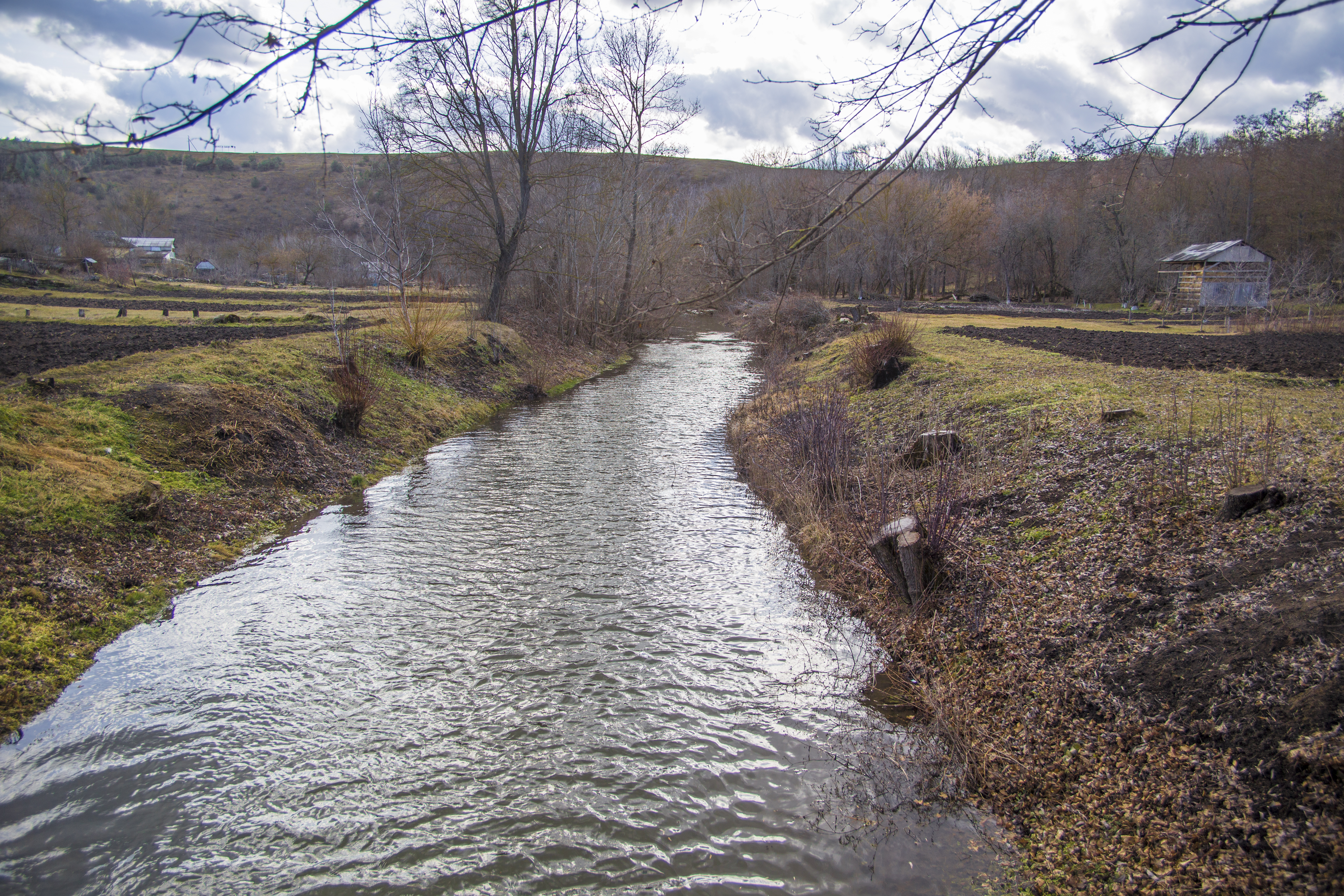
Річка Русава у селі Стіна

## У селі народилися
- Кельбас Гліб Дем'янович — Герой Радянського Союзу.
- Лядовський Микола Мусійович (1923—2001) — художник.
- Надія Сідак — поетеса.
- Микола Комісарчук — поет.

## Примітки

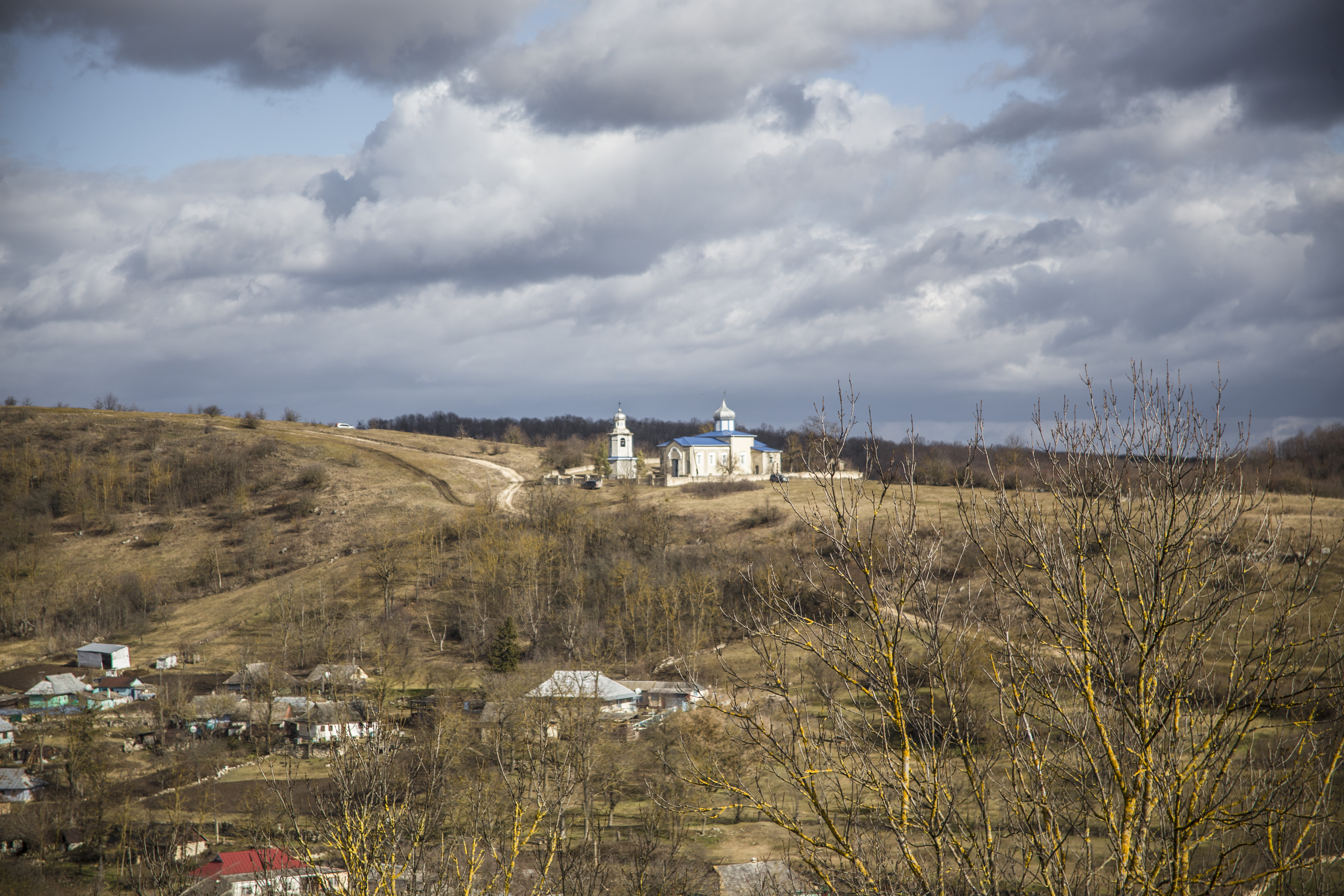
Панорама Замкової гори з церквою Св. Миколая, поч. XIX ст.